# 動物命名法国際審議会
動物命名法国際審議会 （どうぶつめいめいほうこくさいしんぎかい：International Commission on Zoological Nomenclature, ICZN）とは、動物の学名命名における安定と意義をもたらすことを目的とする審議会であり、動物の学名の規範となる国際動物命名規約の著者である。

## 歴史
「学名」の起点となるリンネの『自然の体系』第10版が1758年に出版されて一世紀以上が過ぎると、学名の命名法について国際的な基準が必要であることは明白になっていた。
1889年、世界初の国際動物学会議がパリで開催された際に早速この問題に対しての議論が行われ、実際にその基準を成文化するためにライデンで開催された第3回国際動物学会議において5名の動物学者が委員として任命された。これが動物命名法国際審議会の始まりであり、1895年9月18日のことであった。審議会はその後、さらに10名の委員を補充して草案を検討し、第5回国際動物学会議（ベルリン、1901年）での採択を経た法典が『萬国動物命名規約』(Règles internationales de la Nomenclature zoologique) として1905年に出版され、動物命名に関する初の国際基準となった。
『萬国動物命名規約』はその後、新規約である『国際動物命名規約』(International Code of Zoological Nomenclature) にその役目を移行して今に至るが、動物命名法国際審議会がその制定を司っていることには変化はない。1972年の第17回国際動物学会議において、国際動物命名規約と動物命名法国際審議会規則に関する権限と職務が国際生物科学連合 (International Union of Biological Sciences, IUBS) に委任された。現在、動物命名法国際審議会は国際生物科学連合の傘下に置かれている。

## 活動
審議会の役割は動物命名における国際基準の維持であり、命名学上の関連がある場合を除いて分類上の問題には一切関与しない。
実際の活動は主に以下の2つに大別される。
- 国際動物命名規約の発行

動物の学名を決める際の唯一の国際的な規準である国際動物命名規約を編集・改訂・発行する。最新の規約は1999年に発行された第4版である。
- 提議された命名学上の問題に対する裁定

学名の運用上問題があると提議された案件に対して強権を発動し裁定を下す。提議された案件、それに関する議論（批評・意見）、裁定は審議会が発行する季刊誌『動物学命名法雑誌』(Bulletin of Zoological Nomenclature) 上において公開される。

### 裁定の実例

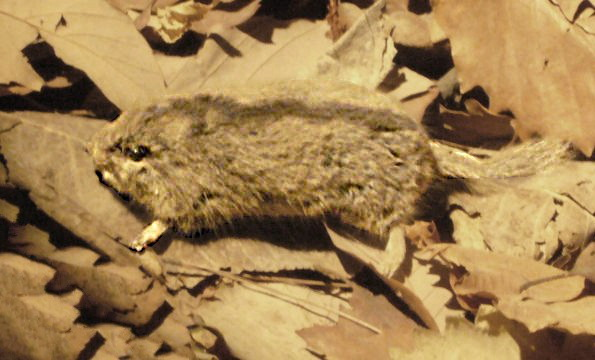
Glirulus japonicus

上記のように、審議会の活動の重要な部分として、命名学上の問題に対する強権発動がある。以下にいくつかの実例を挙げる。

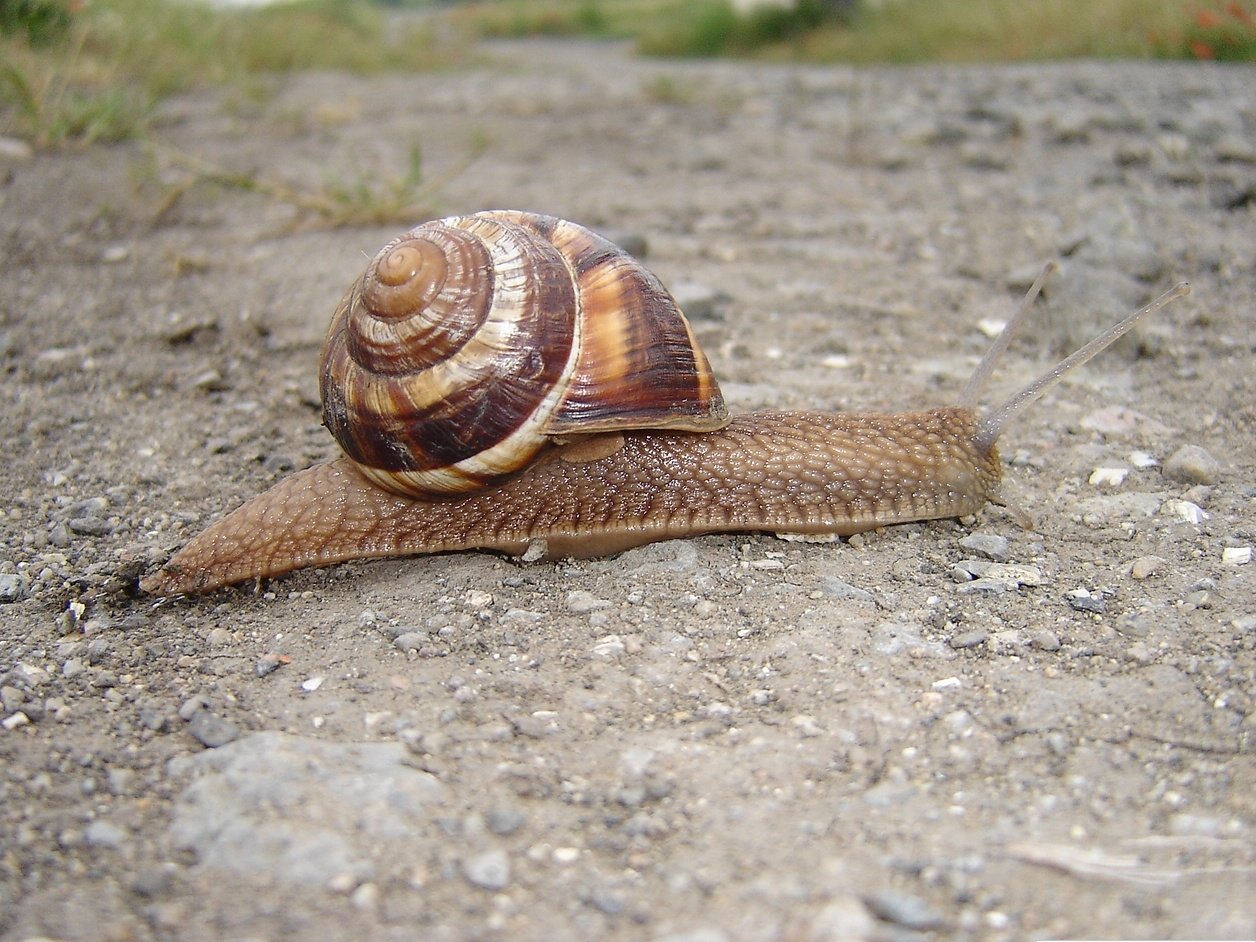
Helix lucorum

エスカルゴ
Helix lucorum と Otala punctata はそれぞれが食用陸生巻貝として産業上も重要な種であるが、リンネによるH. lucorum の原記載標本の一つが詳細な再研究によりO. punctata であることが判明した。このことによるシノニムを認めてしまうと、これらの学名の一方もしくは両方が変更させられてしまうことになり、生物学界だけでなく年間6千トン近くの取引が行われている食品産業にも混乱が起こりうる。そこで審議会はH. lucorum であることが明白である標本をあらためてタイプ標本とし、両方の学名が現在の用法のまま今後も使用可能であるようにした。
ティラノサウルス
1892年、エドワード・ドリンカー・コープはサウスダコタ州で発見された脊椎骨の一部にManospondylus という学名をつけて発表した。ただしそれは非常に部分的なものであったので、明確な特徴などは不明なまま、長い間忘れ去られていた。しかし2000年になって、コープの発掘場所からManospondylus の化石の残りの部分が発見されると、その化石はティラノサウルス (Tyrannosaurus ) と同じものであることが判明した。Tyrannosaurus は1905年にヘンリー・フェアフィールド・オズボーンによって命名されたものであるため、先取権の原則に従えばTyrannosaurus は無効となる。学名の安定性を維持するため審議会はTyrannosaurus を有効であるとした。
ヤマネ
日本固有の齧歯類であるヤマネの学名Glirulus japonicus に対して、審議会はGlirulus を公式リストに載せると共に、原記載においてMyoxus javanicus とあったのはMyoxus japonicus の記述間違いであるとの裁定を下した。これは環境省が作成した哺乳類レッドリストやIUCNレッドリストにおいて、ヤマネの学名がGlirulus japonicus として記述されているためである。絶滅に瀕している動物に対して一旦保護が決定すると、その後の保護は実体としての動物そのものではなくその名称に付随して行われてしまう。よってこの例のように、命名上の問題が現れているのが保護動物の場合、名称の変更がその保護活動に影響を与える場合があるため、審議会が強権を発動することがある。
家畜
家畜は、種としてはその祖先種と同じであると見なされるようになってきている。大部分の家畜種ではその名称は祖先種と同一のものであるので問題は起こらないが、家畜種と野生種が別の学名を与えられている例も少なくはない。そのような場合、今日の動物学では家畜種が野生種の学名で呼ばれる傾向があるが、このことが学名の厳密な用法と照らし合わせた場合、命名上の問題を引き起こすことがある。すなわち、家畜種と野生種が別の学名を与えられている場合、より身近な家畜種の方が先に名付けられていることが多い。つまり家畜種の方が学名としての優先権を持ち、野生種の学名は新参異名として無効である、と見なされうるのである。慣習に従って別々の学名を使用する場合には大きな問題ではないが、両者に同じ学名を適用する場合、野生種に家畜種の学名を持ち込むことは非常に大きな混乱を引き起こすと考えられた。そこで審議会は2003年の意見書において以下の17種（哺乳類15種・硬骨魚類1種・鱗翅類1種）の野生種の学名について保全名とする裁定を下した（Opinion 2027）。これによりこれらの学名は新参異名であることを理由に無効とされなくなっただけでなく、家畜種と野生種を同種として扱う場合にはこれらの学名が有効であることが示された。
- Bombyx mandarina　：クワコ（カイコガの祖先種）
- Bos gaurus　：ガウル
- Bos mutus　：ヤク
- Bos primigenius　：オーロックス（家畜牛の祖先種）
- Bubalus arnee　：スイギュウ
- Camelus ferus　：フタコブラクダ
- Canis lupus　：オオカミ（イヌの祖先種）
- Capra aegagrus　：ヤギ
- Carassius gibelio　：ギベリオブナ（キンギョの祖先種）
- Cavia aperea　：モルモット
- Equus africanus　：ロバ
- Equus ferus　：ウマ
- Felis silvestris　：ネコ
- Lama guanicoe　：グアナコ（リャマの祖先種）
- Mustela putorius　：ヨーロッパケナガイタチ（フェレットの祖先種）
- Ovis orientalis　：ムフロン（家畜羊の祖先種）
- Vicugna vicugna　：ビクーニャ（アルパカの祖先種）

## 委員
動物命名法国際審議会は、通常18名、もしくは審議会が定めるそれ以上の人数から構成される。2009年現在、審議会の委員は19カ国から選出された28名からなる。委員の選出は、IUBS総会もしくは他の国際会議において、そこに出席した動物学者による投票によって行われる。委員は動物学のいずれかの分野で顕著な功績があり、動物命名法に関心を持っている著名な科学者であることをその資格とし、国籍は問われない。委員への推薦は事務局で常時受け付けている。

### 役員
2009年現在の委員会役員は以下の3名である。
- 会長　ヤン・ファン・トル (Jan Van Tol) ：オランダ、オランダ国立自然史博物館。蜻蛉目研究者。
- 副会長　ダフネ・G・フォーティン (Daphne G. Fautin) ：アメリカ、カンザス大学。腔腸動物、刺胞動物研究者。
- 専任幹事[注釈 4]　エリノア・マイケル (Ellinor Michel) ：動物学命名法雑誌編集長[17]

### 日本からの選出委員
2009年現在、委員が選出されている19カ国とは、スペイン・イタリア・ロシア・フランス・南アフリカ・アメリカ・日本・オーストラリア・スイス・スウェーデン・ペルー・マレーシア・シンガポール・デンマーク・ハンガリー・チェコ・オランダ・ニュージーランド・中国であり、そのうち日本の研究機関から選ばれているのは以下の2名である。
- マーク・J・グライガー (Mark J. Grygier) ：滋賀県立琵琶湖博物館研究員。甲殻類（主に寄生性のもの）、吸口虫類研究者。
- 小島純一 (Jun-ichi Kojima) ：茨城大学理学部教授。膜翅目研究者。

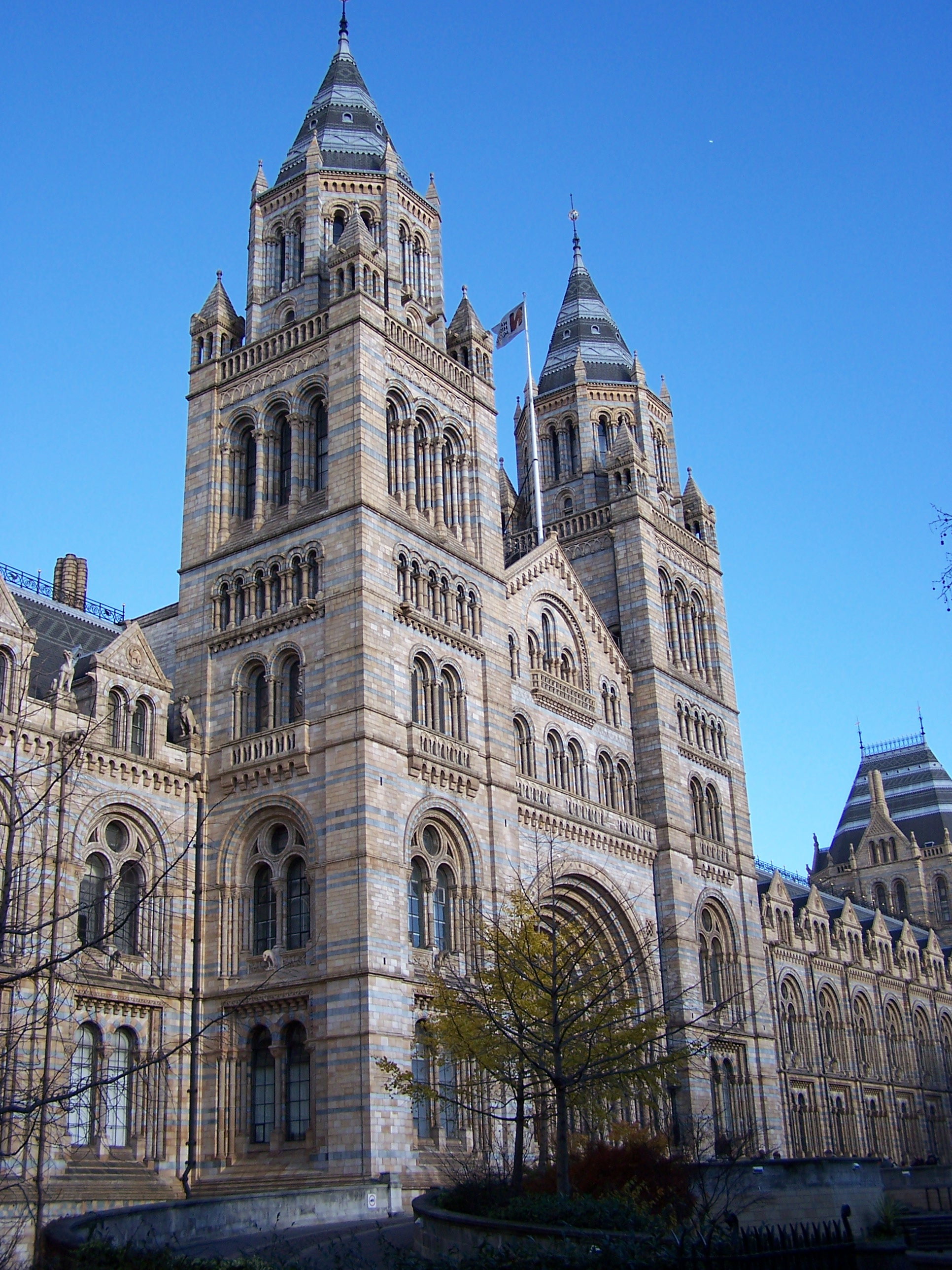
事務局が置かれているロンドン自然史博物館

## 事務局
審議会の業務を補佐するための事務局が、ロンドン自然史博物館の古生物学部門に置かれている。事務局は4名の事務員によって構成されており、案件・批評・意見書の保存と、『動物学命名法雑誌』の制作に関わっている。加えて事務局は、一般的な問い合わせはもちろんのこと、委員の選出、規約の改正、基金やその他の財政上の連絡などなど、審議会と比較してより広い組織上・手続上の問題を取り扱っている。